# Gaston Roelants
Gaston Roelants (Bélgica, 5 de febrero de 1937) fue un atleta belga, especializado en la prueba de 3000 m obstáculos en la que llegó a ser campeón olímpico en 1964.

## Carrera deportiva
En los JJ. OO. de Tokio 1964 ganó la medalla de oro en los 3000 m obstáculos, con un tiempo de 8:30.8 segundos que fue récord olímpico, superando al británico Maurice Herriott (plata) y al soviético Ivan Belyayev (bronce).